# Pallacanestro agli VIII Giochi dell'Estremo Oriente
Il torneo di pallacanestro agli VIII Giochi dell'Estremo Oriente si è svolto a Shanghai, nel 1927.
Si è svolto solo il torneo maschile.

## Medagliere
| Posiz. | Nazione   | Oro | Argento | Bronzo | Totale |
| ------ | --------- | --- | ------- | ------ | ------ |
| 1      | Filippine | 1   | 0       | 0      | 1      |
| 2      | Cina      | 0   | 1       | 0      | 1      |
| 3      | Giappone  | 0   | 0       | 1      | 1      |
| Totale | Totale    | 1   | 1       | 1      | 3      |